# Вороток (инструмент)
Вороток — ручной инструмент для зажима и вращения некоторых видов режущего слесарного инструмента: метчиков, плашек, разверток, зенкеров, выверток и т. п.
Виды воротков:
- Вороток для зажима инструмента с квадратным хвостовиком (метчик или раскатник (бесстружечный метчик для накатки внутренней резьбы), развертка, зенкер, вывертка).
- Вороток для резьбонарезных плашек.
- Гаечный ключ в виде воротка.

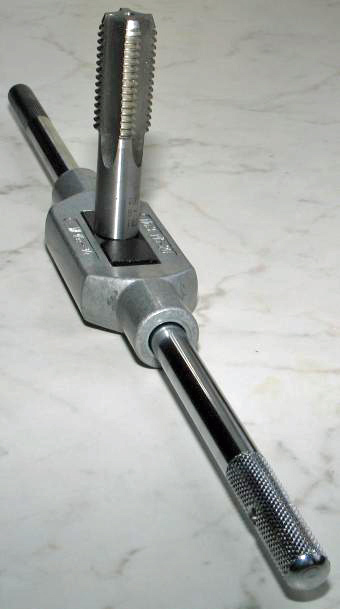
Метчик, закреплённый в вороток
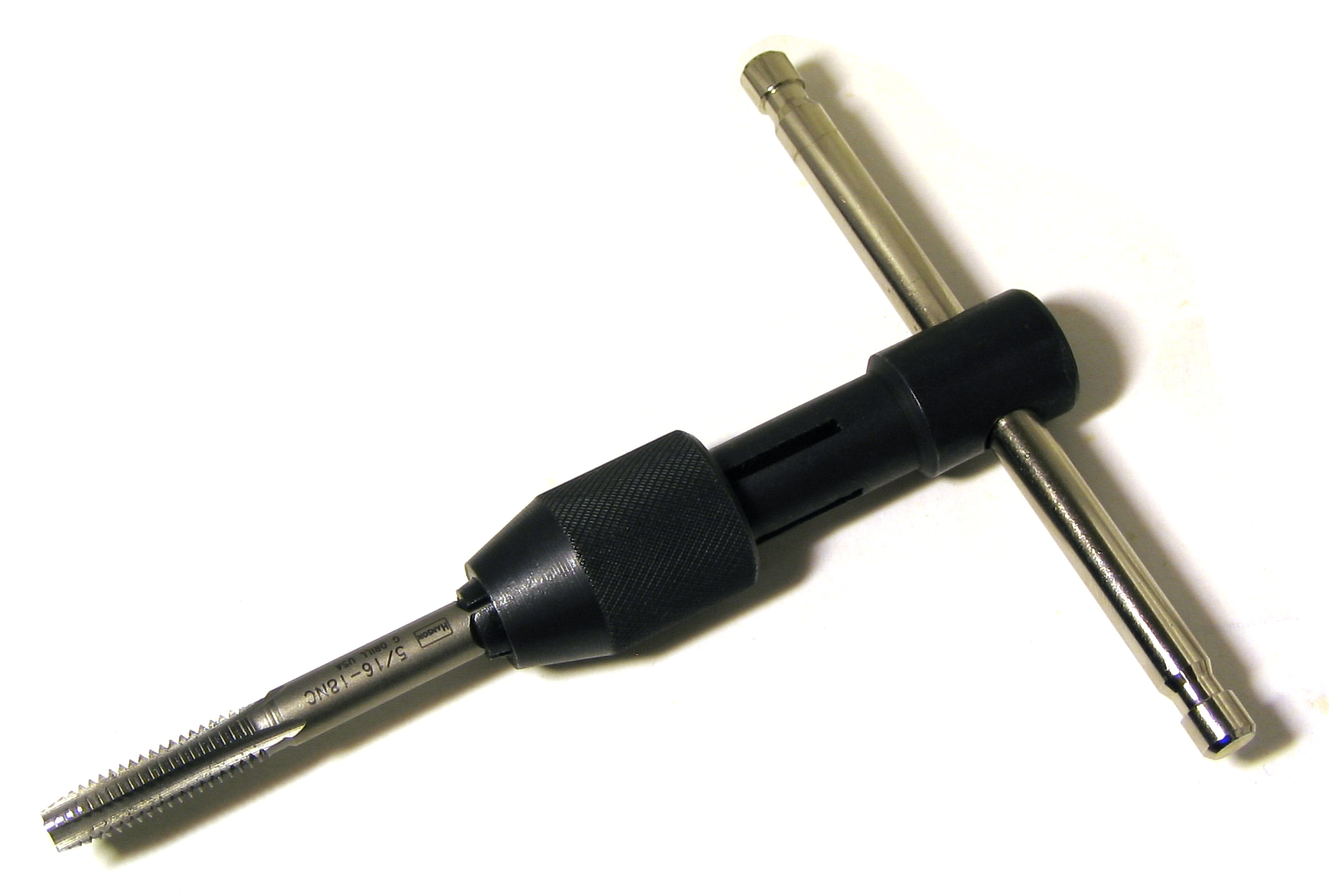
Т-образный вороток с метчиком
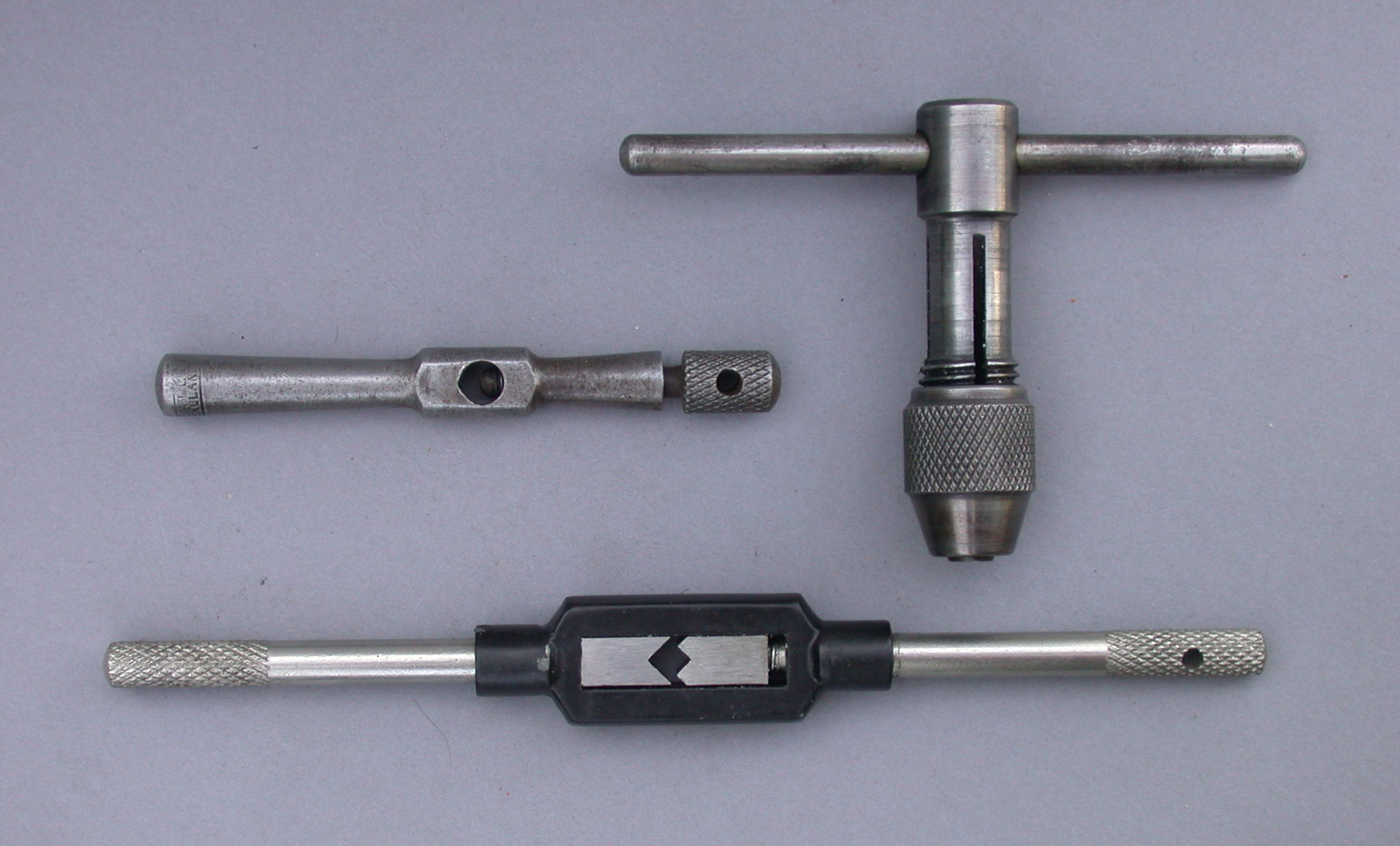
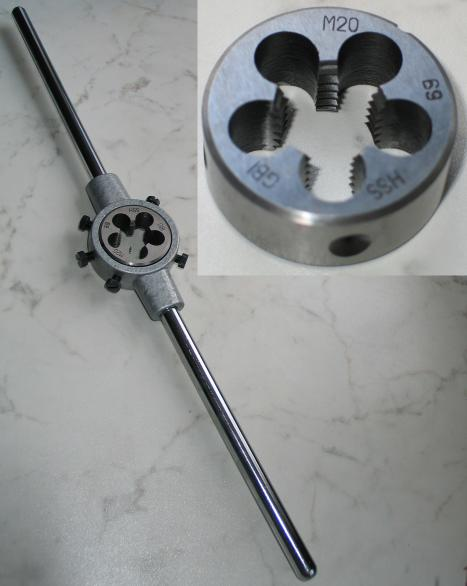
Вороток для плашек
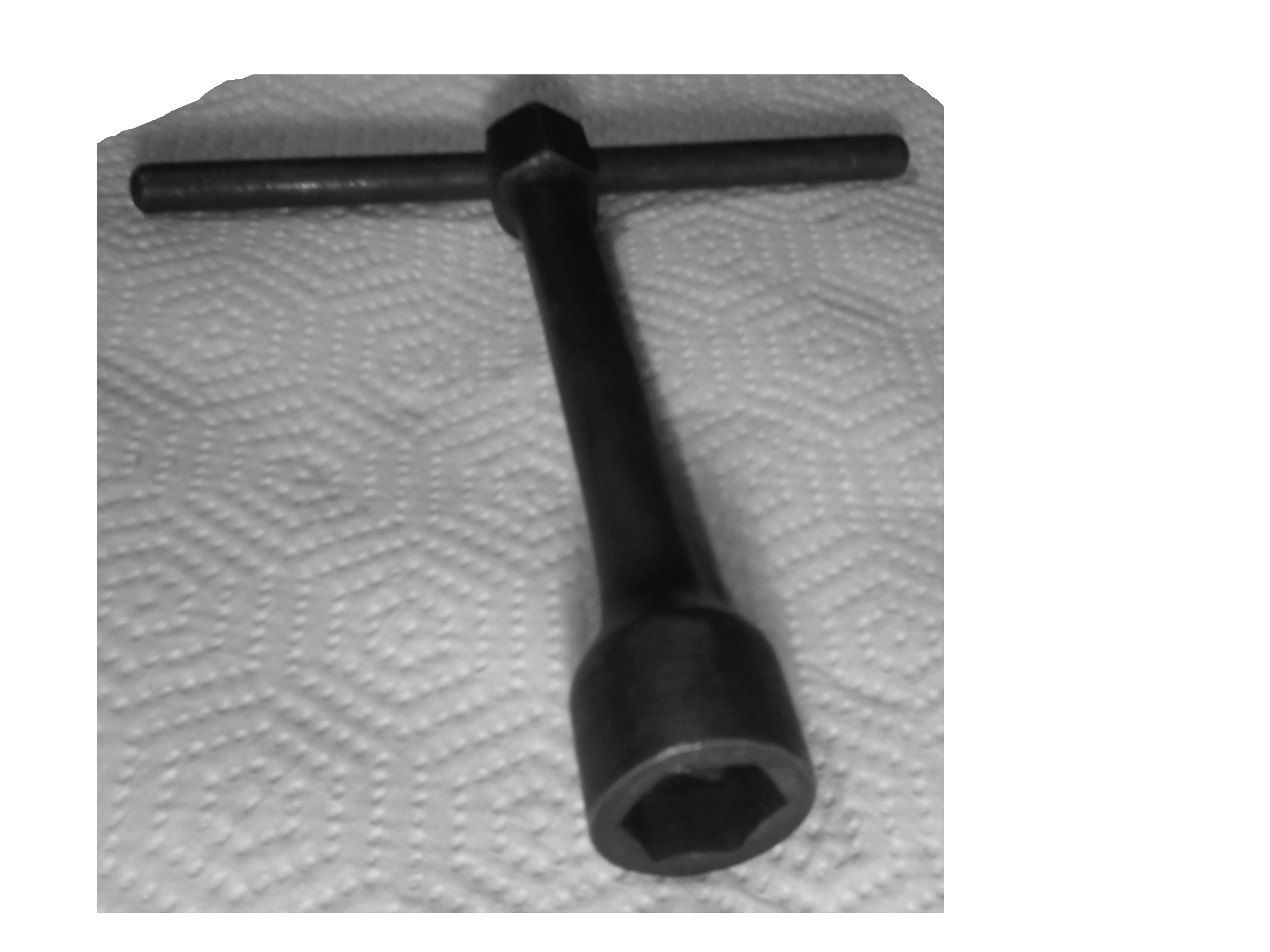
Гаечный ключ-вороток
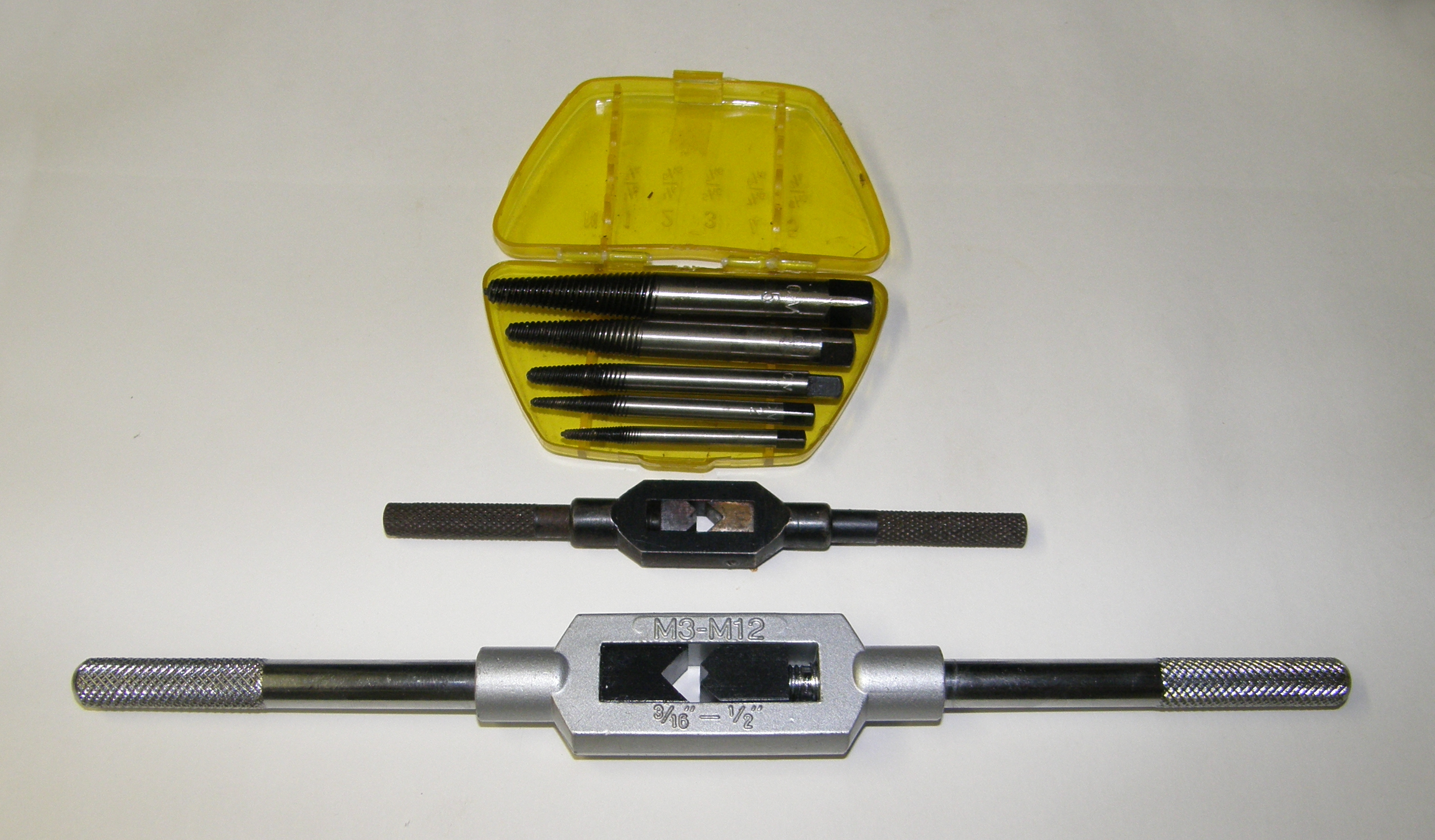
Набор выверток с воротками